# Fettsyra
Fettsyror är karboxylsyror som enbart består av kol, väte och syre samt bara innehåller en karboxylgrupp som är bunden till en ogrenad alkylgrupp. De mättade fettsyrorna har den allmänna formeln CH3(CH2)nCOOH, där n vanligtvis är ett tal mellan 2 och 18. Fettsyror används som klumpförebyggande medel i livsmedel och har E-nummer E 570.

## Fysikaliska egenskaper
Korta fettsyror är vid rumstemperatur vätskor som är lättlösliga i vatten men med ökande alkyllängd blir de mer svårlösliga och får mer oljeliknande egenskaper. Fettsyrorna med de längsta alkylkedjorna är fasta ämnen som är olösliga i vatten. Vissa fettsyror, speciellt de som har mellan 3 och 10 kolatomer, bildas bland annat vid förruttnelse och då fetter sönderdelas, och människor upplever dessa ämnen som illaluktande.

## Fettsyror i biologin
Fettsyror förekommer i alla levande organismer, vanligtvis i form av glycerider (fetter) eller i form av vaxer.
Inom biologin används fettsyror som energisubstrat i beta-oxidationen. De utgör även strukturella element när de ingår i fosfolipider i cellmembran. När de ansamlas i fettvävnad kan de dessutom användas som isolerande och stötdämpande material. Fettsyror är dessutom utgångsmaterial i syntesen av signalsubstanser som prostaglandiner och endokannabinoider.
Kroppen kan tillverka fettsyror från en mängd olika substrat i en process som kallas fettsyrasyntesen. En del fettsyror, som linolsyra och linolensyra är essentiella fettsyror och måste tillföras i kosten.

## Indelning av fettsyror
- Fettsyror
  - Mättade fettsyror
  - Omättade fettsyror
    - Enkelomättade fettsyror
    - Fleromättade fettsyror

Fettsyror delas ofta in i mättade respektive omättade fettsyror där de omättade fettsyrorna innehåller en eller flera dubbelbindningar. I animaliskt fett kan man hitta mättade fettsyror. De omättade fettsyrorna kan även delas upp i grupperna enkelomättade fettsyror, med fettsyror som bara innehåller en dubbelbindning, och fleromättade fettsyror för fettsyror som innehåller två eller flera dubbelbindningar. Ju fler dubbelbindningar fettsyrorna i ett fett innehåller, desto mer lättflytande är fettet.
Fettsyror kan också delas in efter längd, varierande egenskaper.
- SCFA (short chain fatty acid) 2-4 kol.
- MCFA (medium chain fatty acid) 6-12 kol.
- LCFA (long chain fatty acid) >12 kol.

## Namngivning av fettsyror
De flesta fettsyror har minst två namn, ett trivialnamn som vanligtvis är härlett från växten, djuret eller djurdelen där fettsyran först hittades, samt ett systematiskt namn efter antalet kolatomer och, då det är relevant, hur många dubbelbindningar fettsyran innehåller. Till exempel är arakinsyra och eikosansyra, CH3(CH2)18COOH, samma fettsyra. Namnet arakinsyra kommer av att syran bland annat finns i jordnötter som har det latinska namnet Arachis hypogaea. Namnet eikosansyra kommer från grekiskans εικοσι (eikosi) som betyder tjugo och det är det antal kolatomer som en molekyl av syran innehåller.

### Förkortningar
På grund av fettsyrornas något otympliga namn har kemisterna utvecklat olika sätt att representera fettsyrorna. Den vanligaste metoden består av två siffror X:Y där X står för antalet kolatomer och Y för antalet dubbelbindningar. Till exempel är 18:0 stearinsyra och 18:1 en fettsyra med 18 kolatomer och en dubbelbindning, till exempel oljesyra, C17H33COOH, eller elaidinsyra.

#### Förkortningar inom kemi

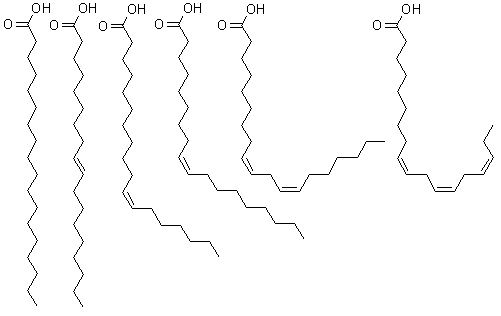
Strukturen hos 6 fettsyror som alla innehåller 18 kolatomer: från vänster stearinsyra (18:0), elaidinsyra (18:1Δ^{9}), vaccensyra (18:1Δ^{11}), oljesyra (18:1Δ^{9}), linolsyra (18:2Δ^{9,12}) och linolensyra (18:3Δ^{9,12,15}).

De omättade fettsyrorna finns i olika isomera former beroende på dubbelbindningens position och art i kolkedjan. Inom de flesta grenarna av kemin används IUPAC:s system där man anger dubbelbindningens position genom att börja räkna från karboxylgruppen. Oljesyra får då kortformen 18:1(Δ9) och det systematiska namnet cis-9-oktadecensyra, linolsyra 18:2(Δ9,12) cis,cis-9,12-oktadecadiensyra och linolensyra 18:3(Δ9,12,15), cis,cis,cis-9,12,15-oktadekatriensyra.
Ett äldre system utgår från det grekiska alfabetet genom att man tilldelar kolatomerna bokstäver i alfabetisk ordning. Rent historiskt lever det till exempel kvar i alfa-aminosyra där det sitter en amingrupp på 2-kolet, det vill säga alfakolet, i karboxylsyran.

#### Förkortningar inom biokemi

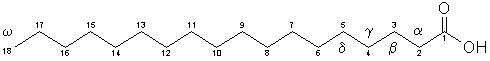
Stearinsyra med de två alternativa numreringarna. Omegakolet är i detta fall kol nummer 18.

Biokemisterna föredrar ett annat system för numrering där man utgår från det kol som är längst från karboxylgruppen och detta kallas för omega som är den sista bokstaven i det grekiska alfabetet. I oljesyra kommer dubbelbindningen 9 kolatomer från omegakolet och får då 18:1(ω9), linolsyra får 18:2(ω6,9) och linolensyra 18:3(ω3,6,9). Detta sätt att ange dubbelbindningar har gett upphov till de så kallade omega-3-, omega-6- och omega-9-fettsyrorna. En omega-3-fettsyra är alltså en fettsyra som har en dubbelbindning 3 kolatomer från det sista kolet, det s.k. omegakolet.

## Listor över fettsyror ordnade efter antalet kolatomer i molekylen

### Mättade fettsyror
| Trivialnamn    | Systematiskt namn | Antal kolatomer |
| -------------- | ----------------- | --------------- |
| Smörsyra       | Butansyra         | 4               |
| Valeriansyra   | Pentansyra        | 5               |
| Kapronsyra     | Hexansyra         | 6               |
| Kaprylsyra     | Oktansyra         | 8               |
| Pelargonsyra   | Nonansyra         | 9               |
| Kaprinsyra     | Dekansyra         | 10              |
| Laurinsyra     | Dodekansyra       | 12              |
| Myristinsyra   | Tetradekansyra    | 14              |
| Palmitinsyra   | Hexadekansyra     | 16              |
| Stearinsyra    | Oktadekansyra     | 18              |
| Arakinsyra     | Eikosansyra       | 20              |
| Behensyra      | Dokosansyra       | 22              |
| Lignocerinsyra | Tetrakosansyra    | 24              |

### Omättade fettsyror
| Trivialnamn     | Systematiskt namn                    | Antal kolatomer | Antal dubbelbindningar |
| --------------- | ------------------------------------ | --------------- | ---------------------- |
| Myristoleinsyra | cis-9-tetradekensyra                 | 14              | 1                      |
| Palmitoleinsyra | cis-9-hexadekensyra                  | 16              | 1                      |
| Oljesyra        | cis-9-oktadekensyra                  | 18              | 1                      |
| Elaidinsyra     | trans-9-oktadekensyra                | 18              | 1                      |
| Vaccensyra      | cis-11-oktadekensyra                 | 18              | 1                      |
| Gadoljesyra     | cis-11-eikosensyra                   | 20              | 1                      |
| Erukasyra       | cis-13-dokosensyra                   | 22              | 1                      |
| Linolsyra       | cis-9,12-oktadekadiensyra            | 18              | 2                      |
| Linolensyra     | cis-9,12,15-oktadekatriensyra        | 18              | 3                      |
| Arakidonsyra    | cis-5,8,11,14-eikosatetraensyra      | 20              | 4                      |
| EPA             | cis-5,8,11,14,17-eikosapentaensyra   | 20              | 5                      |
| DHA             | cis-4,7,10,13,16,19-dekosahexaensyra | 22              | 6                      |